# 默克尔细胞
默克尔细胞（英文：Merkel Cell），又称默克尔-兰维尔细胞（Merkel-Ranvier cell）或触觉上皮细胞（tactile epithelial cell），是一种椭圆型的力学感受器，对轻微碰触敏感，存在于脊椎动物的皮肤内。默克尔细胞常与感觉神经末梢并置，形成默克尔神经末梢（又称默克尔细胞-神经突复合体）。在人体的指尖上，默克尔细胞分布广泛，与传入神经纤维的突触接触。
尽管默克尔细胞常被认为起源于神经嵴细胞，但最新的哺乳动物试验表明，它们事实上源于上皮组织。默克尔-兰维尔细胞以德国科学家弗里德里希·西格蒙德·默克尔、法国科学家路易斯·安托万·兰维尔的名字命名。